# Дуже страшне кіно 3
«Дуже страшне кіно 3» (англ. Scary movie 3) — американський комедійно-пародійний фільм жахів 2003 року режисера Девіда Цукера, третя частина кіносеріалу Дуже страшне кіно. Робочою назвою фільму була «Дуже страшне кіно 3: Епізод I — Володар Мітел». У США фільм зібрав $ 110 млн, а в інших країнах $ 110,67 млн, що загалом склало $ 220,67 млн. Не рекомендується особам до 16 років.
Журналістка Сінді Кемпбелл охоплена бажанням відшукати які-небудь секретні матеріали, та зробити скандальний репортаж про всесвітню змову. Незабаром Сінді стає свідком таємничих явищ: на полях з'явилися дивні кола, проклята відеокасета вбиває людей, а амбітні білі репери скоїли підозрілий прорив у світі шоу-бізнесу.

## Сюжет
Двоє дівчат, Кейт і Бекка, обговорюють прокляту відеокасету, подивившись яку, будь-хто помирає через тиждень. Виявляється, обидві її бачили, і невдовзі загадково помирають. Тим часом на фермі овдовілий пастор Том Логан і його брат Джордж виявляють, що собаки дивно поводяться, а донька доньку Тома Сью кричить посеред поля. Брати розуміють, що на полі хтось зробив величезний знак «Нападати сюди».
Репортерка Сінді Кемпбелл обговорює кола на полях у новинах, але її не слухають. Вона піклується про свого племінника Коді, який має дар передбачення. Забираючи його зі школи, Сінді зустрічає Джорджа, який запрошує її та Бренду Мікс на реп-батл. За підтримки своїх друзів Махаліка та Сі Джея Джордж перемагає Товстого Джо, але його викидають після того, як він ненавмисно одягає капішон і стає схожий на учасника Ку-кулкс-клану.
Бренда розповідає Сінді про прокляту касету, яку вона переглянула тиждень тому, та запрошує до себе додому. З телевізора вилазить примара та вбиває Бренду. Джордж отримує телефонний дзвінок про смерть Бренди, а Том зустрічається з Саяманом, який просить вибачення за смерть дружини Тома в автокатастрофі, що сталася з його вини.
Під час поминок Бренди Джордж і Махалік невдало намагаються її оживити. Сінді знаходить касету в кімнаті Бренди, переглядає її та отримує телефонний дзвінок із попередженням про її смерть через сім днів. Вона кличе на допомогу Джорджа, Сі Джея та Махаліка. Сі Джей каже, що його тітка Шанікуа може допомогти. Шанікуа знаходить на відео приховане зображення маяка, яке може зняти прокляття, якщо Сінді його знайде в реальності. Коли Сінді повертається додому, вона виявляє, що Коді теж переглянув запис.
Прагнучи врятувати Коді, Сінді друкує попередження на телесуфлері для ведучого новин, але через втручання начальника ведучий декламує неправильне повідомлення. Тим часом брати Логани зустрічають інопланетянина, замаскованого під Майкла Джексона. Прибулець скидає шкіру та тікає в кукурудзяне поле. Президент США Бакстер Гарріс особисто відвідує ферму, щоб дослідити кола на полях.
Сінді відвідує маяк, де зустрічає Архітектора. Балакучий старий пояснює, що примара з відео на ім'я Табіта була його злою прийомною дочкою, яку його дружина втопила в колодязі. Архітектор помилково відніс касету з зображенням Табіти в відеопрокат, ненавмисне почавши прокляття. Коли Сінді запитує про те, як це пов'язано з інопланетянами, Архітектор припускає, що Табіта викликає їх, щоб допомогти їй знищити людство.
Повернувшись додому, Сінді виявляє, що Коді зник безвісти, новини транслювали прокляту стрічку годинами, а по всьому світу спостерігали різних прибульців. Вона вистежує Коді на фермі Логанів, де він знайшов притулок разом з Джорджем. Том відправляє Сінді, Сью та Коді в підвал, а він, Джордж і Махалік виходять на вулицю, щоб боротися з прибульцями за допомогою президента Гарріса та секретної служби. Сінді підглядає за прибульцями, а вони за нею. Інопланетяни показують, що вони дружелюбні та прийшли, щоб зупинити Табіту після того, як випадково переглянули відео з нею.
У підвалі Сінді впізнає, що це та сама ферма, де втопилася Табіта. З'являється Табіта і бере Коді в заручники. Сінді та Джордж звертаються до неї, пропонуючи їй місце у своїй родині. Табіта брехливо стверджує, що більше не вбиватиме людей, але президент Гарріс відкриває двері та ненавмисно скидає її в колодязь. Сінді та Джордж закривають колодязь каменем.
Інопланетяни відлітають, а Сінді та Джордж одружуються. Вирушаючи у весільну подорож, вони розуміють, що покинули Коді. Після того, як вони повертаються і Сінді ледь не збиває Коді, в нього врізається інше авто.

## В ролях
- Едді Гріффін — держсекретар президента США
- Леслі Нільсен — президент США Бакстер Гарріс
- Анна Фаріс — Сінді Кемпбелл
- Реджіна Холл — Бренда Мікс
- Дженні Маккарті — Кейт
- Чарлі Шин — Том
- Мерні Енг — Табіта
- Саймон Рекс — Джордж
- Джина Баллард — Сью
- Джеремі Півен — Росс Джіггінг
- Ja Rule — Агент Томпсон
- Тімоті Стек — Карсон Ворд
- Кевін Гарт — CJ
- Ілейн Клімачевскі — Елейн
- Памела Андерсон — Бекка
- Квін Латіфа — Тітка Шанікуа / Оракул

## Просування фільму
В одному з рекламних роликів фільму можна побачити епізод, у якому віщунка замахується на свого чоловіка пательнею. Епізод так і залишився в рекламному ролику — у прокатну версію фільму він не увійшов. При тест-переглядах глядачам дуже сподобався персонаж Ентоні Андерсона, в результаті чого творцями було прийнято рішення дозняти деякі сцени, в яких братиме участь цей персонаж. Дознімати доводилося вже на стадії постпродакшну.

### Спародійовані фільми
У «Дуже страшному кіно 3» пародіюються такі відомі фільми:
- «Знаки» (2002) — Том є пародією на головного героя «Знаків». Також у фільмі з'являється пародія на режисера «Знаків» Найта Ш'ямалана як убивця дружини Тома, Саяман.
- «Дзвінок» (2002) — проклята касета та привид Табіта, що вилазить з телевізора.
- «Восьма миля» (2003) — Джордж пародіює Емінема та його раптовий успіх як «білого репера».
- «Матриця: перезавантаження» (2003) — Архітектор, якого Сінді зустрічає в маяку, і який пояснює головну інтригу, такий же, як у «Матриці».
- «Інші» (2001) — наслідуючи сцену з цього фільму, Том виявляє, що його дочка несправжня. Але в пародії це виявляється Майкл Джексон.
- «Аероплан!» (1980) — фінальна фраза президента та сама, що в кінці «Аероплана!»: «Я просто хочу побажати вам обом удачі. Ми всі розраховуємо на вас».
- «Володар перснів» (2001—2003) — коли до Беккі телефонує привид, він пародіює мову Ґолума, називаючи її «золотце».
- «Особлива думка» (2002) — передбачення Коді смертей різних людей.
- «Літак президента» (1997) — героєм цього фільму є президент США у виконанні Гаррісона Форда. Бакстер Гарріс у «Дуже страшному кіно 3», дізнавшись про інопланетян, каже «Цікаво, що зробив би президент Форд?» і дивиться на портрет колишнього президента поруч. Але це не Джеральд Форд, як можна очікувати, а Гаррісон Форд.

## Технічні дані
- Формат зображення: 1.85: 1
- Формат копії: 35 mm
- Формат зйомок: 35 mm

## Цікаві факти
- Попрацювати над сценарієм було запропоновано Кевіну Сміту, але той відмовився.
- Актрисі Анна Фаріс, що виконує роль Сінді Кемпбелл, спеціально для фільму повернули її природний світлий колір волосся (для більшої схожості з героїнею американської версії фільму «Дзвінок»). У двох попередніх картинах вона була брюнеткою.
- У цій картині зіграла Дженні МакКарті, яка відмовилася від ролі в першій серії заради того, щоб взяти участь у «Крику 3» (2000).
- Саймон Ковелл, зіграв у фільмі самого себе, в ролі судді на реп-дуелі. У житті Ковелл заробив собі репутацію безцеремонного судді, щедрого на різку і прямолінійну критику в телевізійних шоу, таких, як «Поп ідол», «Американський ідол», «X-фактор» і «Britain's Got Talent».